# Quinto Anicio Fausto
Quinto Anicio Fausto (in latino Quintus Anicius Faustus) (data ignota anteriore al 197 – dopo il 205) è stato un politico, militare dell'Impero romano.
Divenne console suffetto attorno al 199.

## Biografia
Recenti studi prosopograpici hanno generato alcune ipotesi sulla famiglia di Anicio Fausto. Nato in Africa proconsolare ad Uzappa (la moderna el-Ksour, presso Mactar) egli fu probabilmente il figlio di Sesto Anicio Saturnino (nato nel 130 circa), personaggio rinomato di Uzappa e di una certa Seia Maxima (nata nel 135).
Sposò una certa Vesia Rustica (nata nel 160 circa) o più probabilmente una certa Sergia Paola, figlia di Lucio Sergio Paolo, senatore romano di Antiochia di Pisidia (discendente da un console romano suffectus del 94 ed un altro del 168), imparentato con un certo Quinto Anicio Fausto Paolino, governatore della Mesia inferiore tra il 229 ed il 230 o tra il 230 ed il 232.

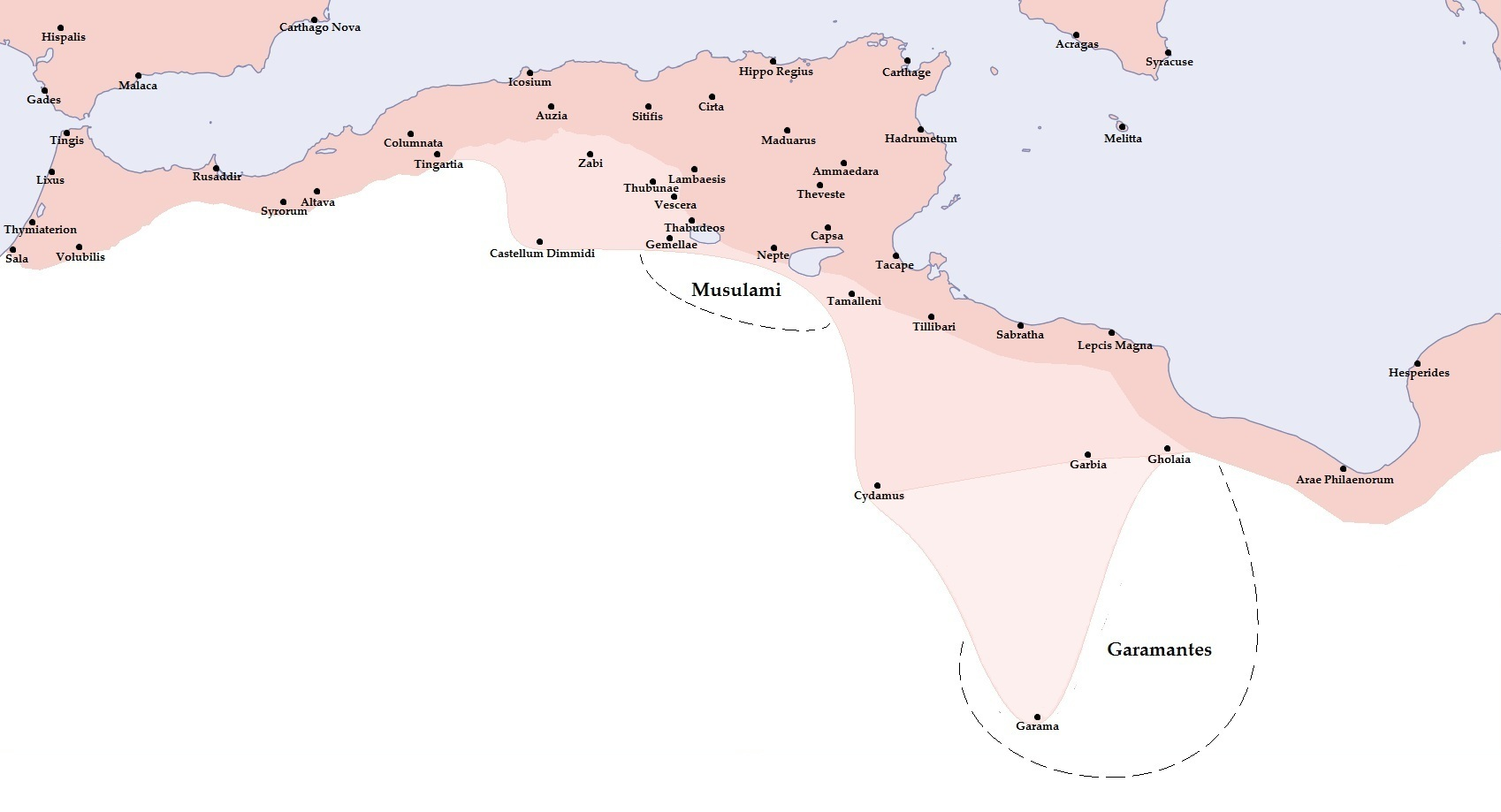
Anicio Fausto condusse campagne militari sotto Settimio Severo tra il 197 ed il 202, contribuendo all'ampliamento del limes Tripolitanus.

Anicio Fausto fu legatus legionis tra il 197 ed il 201 della legio III Augusta sotto l'Imperatore romano Settimio Severo. Fausto costruì numerosi forti ausiliari lungo il cosiddetto limes Tripolitanus, nel sud della Numidia ed in Tripolitania, tra cui quelli di Bu Ngem (30°34′42.75″N 15°24′48.66″E), Gheria (30°23′36″N 13°35′36″E) e Gadames (30°08′30″N 9°30′30″E). al fine di proteggere la provincia dalle incursioni delle tribù nomadi.
Divenne anche console suffectus tra la fine del 198 e l'inizio del 199 quando soggiornò per un breve periodo a Roma. Severo poi richiamò Anicio Fausto e lo inviò in Mesia superiore come governatore provinciale nel 205 e più tardi, divenne proconsole dell'Africa proconsolare.